# Julian Bojko
Julian Serhijowycz Bojko (ukr. Юліан Сергійович Бойко, ur. 22 września 2005 w Kijowie) – ukraiński zawodowy snookerzysta.

## Kariera
W maju 2019 zanotował swój pierwszy oficjalny break stupunktowy w przegranym 4–3 meczu z Billym Joe Castle’em podczas drugiego turnieju Q School 2019.
W styczniu 2020 zajął drugie miejsce w turnieju WSF Open, co dało mu dwuletnią kartę na World Snooker Tour na sezony 2020/21 i 2021/22. Mając 14 lat, został najmłodszym zawodowym graczem w historii. W marcu 2020 pokonał w finale byłego zawodowego gracza Darrena Morgana wynikiem 5–3 i po raz pierwszy został mistrzem Europy w snookerze na sześciu czerwonych. Później wziął udział w eliminacjach do Mistrzostw Świata jako najmłodszy zawodnik, któremu się to udało ale już w pierwszej rundzie kwalifikacyjnej odpadł z turnieju po przegranej 6–3 z Thorem Chuan Leongiem.
4 marca 2021 wygrał swój pierwszy mecz zawodowy w Gibraltar Open z Fergalem O’Brienem, wygrywając 4–3.
Sezon snookerowy 2021/2022 zakończył na 103. miejscu przez co stracił status zawodowca. Po wygraniu mistrzostw Europy do lat 21 w marcu 2025 ponownie uzyskał prawo gry w World Snooker Tour na sezony 2025/26 i 2026/27.

## Występy w turniejach w karierze
| Ranking                     |               | [ i ]         | [ i ]         |               | 90            | [ i ]         | [ i ]         | [ i ]         | [ ii ]        |               |               |               |               |               |               |
| Turnieje rankingowe         |               |               |               |               |               |               |               |               |               |               |               |               |               |               |               |
| Championship League         | nierankingowy | nierankingowy | nierankingowy | RR            | RR            | A             | A             | RR            | RR            |               |               |               |               |               |               |
| Xi'an Grand Prix            | nie rozegrano | nie rozegrano | nie rozegrano | nie rozegrano | nie rozegrano | nie rozegrano | nie rozegrano | LQ            |               |               |               |               |               |               |               |
| Saudi Arabia Masters        | nie rozegrano | nie rozegrano | nie rozegrano | nie rozegrano | nie rozegrano | nie rozegrano | nie rozegrano | 1R            |               |               |               |               |               |               |               |
| English Open                | A             | A             | A             | 1R            | LQ            | A             | A             | LQ            |               |               |               |               |               |               |               |
| British Open                | nie rozegrano | nie rozegrano | nie rozegrano | nie rozegrano | 1R            | A             | A             | 2R            |               |               |               |               |               |               |               |
| Wuhan Open                  | nie rozegrano | nie rozegrano | nie rozegrano | nie rozegrano | nie rozegrano | nie rozegrano | A             | 1R            |               |               |               |               |               |               |               |
| Northern Ireland Open       | A             | A             | A             | 1R            | LQ            | A             | A             | LQ            |               |               |               |               |               |               |               |
| International Championship  | A             | A             | A             | nie rozegrano | nie rozegrano | nie rozegrano | A             | LQ            |               |               |               |               |               |               |               |
| UK Championship             | A             | A             | A             | 1R            | 1R            | A             | LQ            | LQ            |               |               |               |               |               |               |               |
| Shoot Out                   | A             | A             | 1R            | 1R            | 1R            | A             | 4R            | 2R            |               |               |               |               |               |               |               |
| Scottish Open               | A             | A             | A             | 1R            | 1R            | A             | LQ            | LQ            |               |               |               |               |               |               |               |
| German Masters              | A             | A             | LQ            | LQ            | LQ            | A             | LQ            | LQ            |               |               |               |               |               |               |               |
| Welsh Open                  | A             | A             | A             | 1R            | 1R            | A             | 1R            | LQ            |               |               |               |               |               |               |               |
| World Open                  | A             | A             | A             | nie rozegrano | nie rozegrano | nie rozegrano | 1R            |               |               |               |               |               |               |               |               |
| World Grand Prix            | DNQ           | DNQ           | DNQ           | DNQ           | DNQ           | DNQ           | DNQ           |               |               |               |               |               |               |               |               |
| Players Championship        | DNQ           | DNQ           | DNQ           | DNQ           | DNQ           | DNQ           | DNQ           | DNQ           |               |               |               |               |               |               |               |
| Tour Championship           | NH            | DNQ           | DNQ           | DNQ           | DNQ           | DNQ           | DNQ           | DNQ           |               |               |               |               |               |               |               |
| World Championship          | A             | A             | LQ            | LQ            | LQ            | LQ            | LQ            | LQ            |               |               |               |               |               |               |               |
| Dawne turnieje rankingowe   |               |               |               |               |               |               |               |               |               |               |               |               |               |               |               |
| Paul Hunter Classic         | A             | 1R            | NR            | nie rozegrano | nie rozegrano | nie rozegrano | nie rozegrano | nie rozegrano | nie rozegrano | nie rozegrano | nie rozegrano | nie rozegrano | nie rozegrano |               |               |
| WST Pro Series              | nie rozegrano | nie rozegrano | nie rozegrano | RR            | nie rozegrano | nie rozegrano | nie rozegrano | nie rozegrano | nie rozegrano | nie rozegrano | nie rozegrano | nie rozegrano | nie rozegrano | nie rozegrano |               |
| Turkish Masters             | nie rozegrano | nie rozegrano | nie rozegrano | nie rozegrano | 1R            | nie rozegrano | nie rozegrano | nie rozegrano | nie rozegrano | nie rozegrano | nie rozegrano | nie rozegrano | nie rozegrano | nie rozegrano | nie rozegrano |
| Gibraltar Open              | LQ            | LQ            | A             | 2R            | 2R            | nie rozegrano | nie rozegrano | nie rozegrano | nie rozegrano | nie rozegrano | nie rozegrano | nie rozegrano | nie rozegrano | nie rozegrano | nie rozegrano |
| European Masters            | A             | A             | A             | 1R            | LQ            | A             | LQ            | NH            |               |               |               |               |               |               |               |
| Dawne turnieje nierankigowe |               |               |               |               |               |               |               |               |               |               |               |               |               |               |               |
| Paul Hunter Classic         | rankingowy    | rankingowy    | 1R            | nie rozegrano | nie rozegrano | nie rozegrano | nie rozegrano | nie rozegrano | nie rozegrano | nie rozegrano | nie rozegrano | nie rozegrano | nie rozegrano |               |               |

| Legenda | Legenda                 | Legenda | Legenda                                                                        | Legenda | Legenda                        |
| ------- | ----------------------- | ------- | ------------------------------------------------------------------------------ | ------- | ------------------------------ |
| LQ      | odpadł w kwalifikacjach | #R      | odpadł we wczesnej fazie turnieju (WR = runda dzikich kart, RR = faza grupowa) | QF      | przegrał w ćwierćfinale        |
| SF      | przegrał w półfinale    | F       | przegrał w finale                                                              | W       | zwycięstwo                     |
| DNQ     | nie zakwalifikował się  | A       | nie brał udziału                                                               | WD      | zrezygnował w trakcie turnieju |

| NH / Nie roz.    | NH / Nie roz.    | NH / Nie roz.    | NH / Nie roz.    | Turniej nie odbył się.                     |
| NR / Nie-rank.   | NR / Nie-rank.   | NR / Nie-rank.   | NR / Nie-rank.   | Turniej nie był zaliczany jako rankingowy. |
| R / Rank.        | R / Rank.        | R / Rank.        | R / Rank.        | Turniej był zaliczany jako rankingowy.     |
| MR / Minor-Rank. | MR / Minor-Rank. | MR / Minor-Rank. | MR / Minor-Rank. | Turniej był zaliczany jako minor ranking.  |

1. 1 2 3 4 5  Był amatorem.
2. ↑  Nowi gracze w Tourze nie mają rankingu.

## Finały w karierze

### Finały amatorskie: 8 (4-4)
| Rezultat  |    | Rok  | Turniej                                              | Przeciwnik     | Wynik       |
| --------- | -- | ---- | ---------------------------------------------------- | -------------- | ----------- |
| Finalista | 1. | 2020 | WSF Championship                                     | Ashley Hugill  | 3–5         |
| Zwycięzca | 1. | 2020 | Mistrzostwa Europy w snookerze na sześciu czerwonych | Darren Morgan  | 5–3         |
| Finalista | 2. | 2023 | Mistrzostwa Europy w snookerze U-21                  | Liam Graham    | 2–5         |
| Zwycięzca | 2. | 2023 | EBSA Europejski Snooker Shoot Out                    | Szachar Ruberg | 1–0 (44–33) |
| Zwycięzca | 3. | 2024 | EBSA Europejski Snooker Shoot Out                    | Craig Steadman | 1–0 (49–5)  |
| Finalista | 3. | 2024 | Q Tour                                               | Amir Sarkhosh  | 8–10        |
| Finalista | 4. | 2025 | Q Tour                                               | Liam Highfield | 3–10        |
| Zwycięzca | 4. | 2025 | Mistrzostwa Europy w snookerze U-21                  | Oliver Sykes   | 5–4         |

## Życie prywatne
Bojko jest synem Serhija Bojki, który jest odpowiedzialny za utworzenie i nadzorowanie Ukraińskiej Federacji Snookera.